# آيت سبع لجروف
 آيت السبع الجروف (بالإنجليزية: AIT SEBAA LAJROUF)‏ هي جماعة قروية تابعة لإقليم صفرو ضمن جهة فاس بولمان بالمغرب. بلغ مجموع عدد سكان آيت السبع الجروف حسب إحصاءات 2004 حوالي 17400 نسمة يعيشون في 3138 أسرة.

## إحصاء عام
| السنة | عدد السكان | عدد الأسر | عدد الأجانب |
| ----- | ---------- | --------- | ----------- |
| 1994  | 15882      | 2682      | °°°°        |
| 2004  | 17400      | 3138      | 0           |

## دواوير الجماعة
- دوار آيت السبع،
- دوار آيت يوسف احمو لوطى،
- دوار آيت واد فل،
- دوار آيت عبو
- دوار آيت الصالح،
- دوار آيت عبد الله،
- دوار المسابيس،
- دوار الحوض،
- الركادة ،
- دوار آيت بلقاسم[5]
- دوار المعايدة